# Deeringia amaranthoides
Deeringia amaranthoides là loài thực vật có hoa thuộc họ Dền. Loài này được (Lam.) Merr. mô tả khoa học đầu tiên năm 1917.